# Мария Дюваль
Мария Дюваль (англ. Maria Duval) — псевдоним Каролины Марии Гамбиа (Милан, 1938 год). Она являлась владельцем компании Astroforce (коммерция на предсказаниях, гороскопах и тому подобном) до тех пор, пока та не была продана в 1997 году компании Health Tips Ltd в Гонконге (в настоящее время Harmonie Ltd). Затем она стала президентом Института парапсихологических исследований в Калласе, небольшом городе близ Ниццы. С тех пор Astroforce действует от имени Марии Дюваль, психические возможности которой якобы используются (телепатическим образом) для помощи людям в решении их проблем или выполнении их желаний. Новые владельцы Astroforce используют имя Марии Дюваль для хорошо известного масштабного жульничества. Astroforce также занимается продажей списков почтовых адресов компаниям, занимающимся прямыми продажами.

## Маркетинг
Компания помещает в газетах и журналах обширную рекламу с описанием величайших достижений Марии на её поприще. Ради сильного воздействия на потенциального клиента текст составляется из предельно простых фраз, обещаются богатство и удача, включаются обширные рассуждения оккультного вида. Целью рекламы являются прямые продажи, а также накопление списков людей с адресами, которые могут быть потенциальной клиентурой. По спискам адресов могут проводиться массовые рассылки с рекламными письмами в сходном стиле.

## Жалобы
Жалобы по поводу писем от Astroforce были оставлены властями в силе на основании стандартов распространения рекламы в Великобритании в декабре 1999 года. Жалобы на их рекламу были подтверждены в Великобритании в марте 2000 г. В 2005 Astroforce прекратила распространение своей рекламы в Новой Зеландии после жалоб со стороны Института потребителей Новой Зеландии.